# Pré-teste
No campo da estatística, um pré-teste é a aplicação de um questionário, na sua versão preliminar, a uma amostra de indivíduos, com o objectivo de identificar perguntas-problema que justifiquem uma modificação da redacção, alteração do formato ou mesmo serem eliminadas da versão final.